# Delbáeth
Nella mitologia irlandese Delbáeth (o Dealbhaeth) era figlio di Aengus o Ogma dei Túatha Dé Danann e di Ethniu dei Fomoriani. Succedette al nonno Eochaid Ollathair come Re supremo dell'Irlanda. Da Ernmas ebbe tre figlie, tre dee eponime irlandesi: Ériu, Banba e Fódla. Regnò per dieci anni. Gli succedette il figlio Fiacha.
Alcune parti del Lebor Gabála Érenn identificano Delbáeth come padre di Brian, Iuchar e Iucharba, affermando che Delbáeth aveva un altro nome Tuirill Biccreo o Tuirill Picreo. Per questa ragione Delbáeth è identificato con il personaggio di Tuireann.
Un altro Delbáeth, Delbáeth Mac Neit, è identificato nella stessa sezione del Lebor Gabála Érenn come bis-nonno di Tuirill Biccreo.
I Delbhna, popolo dell'antica Irlanda, affermavano di discendere da lui.